# 엔드게임: 나는 킬러다
《엔드게임: 나는 킬러다》(중국어: 人潮洶湧)는 2021년 개봉한 중국의 드라마, 범죄, 코미디 영화이다. 대한민국에는 2022년 1월 20일에 개봉했다.

## 출연진

### 주연
- 유덕화
- 샤오양
- 완첸
- 황소뢰

### 조연
- 정이
- 국의건

### 우정출연
- 왕학병
- 곽경비
- 유천좌
- 루양
- 곽범
- 뇌가음